# Giorgio Melchiori
Giorgio Melchiori (Roma, 19 agosto 1920 – Fregene, 8 febbraio 2009) è stato un critico letterario, traduttore e saggista italiano.

## Biografia
Allievo del padre dell'anglistica italiana Mario Praz alla Sapienza - Università di Roma, da allora ne condivise interessi letterari e culturali. Dopo una breve esperienza di redattore e traduttore presso l'agenzia ANSA di Roma, vinse una borsa di studio del British Council e trascorse un anno in Gran Bretagna. Rientrato in Italia, fu professore ordinario di Letteratura inglese per qualche anno all'Università degli Studi di Torino, quindi alla Sapienza di Roma (prima alla Facoltà di Lettere e Filosofia, poi a quella di Magistero) e, negli ultimi anni, presso l'Università degli Studi Roma Tre, di cui divenne professore emerito nel 1996.
Nel 1941 incontrò Elio Vittorini a Milano nella sede della casa editrice Bompiani per un progetto di traduzione in italiano di drammi elisabettiani. Nel 1943 venne pubblicato da Sansoni L'ebreo di Malta, la sua versione italiana del The Jew of Malta di Christopher Marlowe. Seguì nel 1950 il volume Michelangelo nel Settecento inglese, un'analisi della "resurrezione di Michelangelo" nella storia del gusto inglese fra Seicento e Settecento vista come elemento significativo dell'evoluzione in senso romantico della sensibilità e della percezione dei modelli artistici. Nel 1956 uscì a Londra The tightrope walkers, che verrà poi pubblicato in traduzione italiana nel 1963 con il titolo I funamboli: con tale definizione Melchiori indicò quei poeti e scrittori del Novecento che esprimevano il disagio della precarietà di un'epoca, già definita "età dell'ansia", dando vita ad una nuova forma di manierismo, risolta in seguito in una nuova fase barocca. I funamboli segnò in modo considerevole una lunga stagione della critica letteraria ed è ancora un testo di riferimento per gli anglisti italiani.
Agli inizi degli anni cinquanta, Vittorio Gabrieli lo aveva introdotto al salotto di Elena Croce e Raimondo Craveri. Iniziava così la sua collaborazione con la rivista Lo Spettatore Italiano, dove avrebbe pubblicato i primi articoli di critica letteraria, molti dei quali saranno poi ripresi, ripensati ed inclusi nei volumi degli anni successivi. Alcuni contributi apparsi su Lo Spettatore Italiano sarebbero stati raccolti in un volume sotto il titolo Verso i funamboli nel 2003. Il titolo del libro vuole significativamente indicare una precedenza, una anteriorità rispetto a I funamboli. Il lungo saggio su Yeats, ora pubblicato on line, sarà il germe da cui avrebbe preso le mosse per la monografia sul poeta irlandese, così come i saggi — tra gli altri — sulla poesia contemporanea, sulla fioritura del teatro in versi nel Novecento, su Dylan Thomas, su Virginia Woolf, tutti prolegomeni al funambolismo, troveranno la loro ultima definizione, intellettuale e formale,  proprio in I funamboli.
Nella seconda metà degli anni cinquanta, a Torino, partecipa, come consulente editoriale per la letteratura inglese, alle riunioni del mercoledì promosse da Giulio Einaudi per la sua casa editrice, assieme a Italo Calvino, Vittorio Strada e Guido Davico Bonino.
Nel 1960 Arnoldo Mondadori Editore pubblica, nella collana della Medusa, diretta da Elio Vittorini, la prima traduzione italiana dell'Ulisse di James Joyce: la traduzione e il commento effettuati da Giulio De Angelis nel decennio precedente erano stati parzialmente rivisti da Carlo Izzo e da Glauco Cambon, e quando venne finalmente decisa la pubblicazione, furono affidate a Giorgio Melchiori la cura e la revisione di tutto il materiale precedente, e il completamento e l'integrazione delle annotazioni di De Angelis, che escono insieme al romanzo come guida alla lettura. Con la presentazione della traduzione ha inizio una intensa attività di ricerca e traduzione sull'opera di Joyce e una instancabile azione di mediazione nei confronti della cultura italiana. I numerosi contributi successivi fanno di lui l'iniziatore e il fulcro degli studi joyciani in Italia.
Nel 1961 esce, in Inghilterra, The Whole Mystery of Art, una monografia fondamentale sull'opera poetica di Yeats, che è subito oggetto di riconoscimenti internazionali. Vengono qui rintracciate le suggestioni visive dalle quali nascono non solo le immagini poetiche ma soprattutto la struttura e i disegni, le immagini-concetto, del mondo di W.B.Yeats e del sistema filosofico esposto in A Vision.
Nel corso degli anni Giorgio Melchiori è stato studioso raffinato e ricercatore assiduo, autore di una grande varietà e di una quantità impressionante di contributi, sempre di notevole qualità e spessore: introduzioni, traduzioni, edizioni, saggi, recensioni, note che spaziano da Shakespeare alla letteratura elisabettiana, dalla poesia metafisica e dal Seicento inglese al secondo Settecento, dal romanzo vittoriano fino al modernismo, sempre sensibile alle suggestioni non solo letterarie della cultura e della storia delle idee, ma anche della musica, del teatro e delle arti visive.
Spirito libero e laico, docente ancora molto amato nel ricordo dei suoi studenti, la sua attività di critico letterario ha continuato a svolgersi senza interruzione nell'arco di oltre sessanta anni di vita accademica con la pubblicazione di alcuni studi seminali. L'uomo e il potere: Indagine sulle strutture profonde dei “Sonetti” di Shakespeare (1973) è un'analisi strutturalista di cinque sonetti shakespeariani, ispirata dalla lezione di D'Arco Silvio Avalle su Montale. Nel 1974 pubblica per Einaudi, con la moglie, Barbara Arnett, Il gusto di Henry James , una monografia sul grande scrittore statunitense, poi ripubblicata in inglese nel 2001 come The Taste of Henry James. Nello stesso anno cura i Meridiani Mondadori, James Joyce, Racconti e Romanzi e James Joyce, Lettere, che offrono anche un profilo di biografia letteraria dello scrittore irlandese. Negli anni che vanno dal 1976 al 1991 realizza il progetto dell'edizione italiana dei Meridiani di tutto il teatro di Shakespeare. Nel 1994 Laterza pubblica Shakespeare, un volume che sistematizza una ricerca sempre aperta. Nelle intenzioni dell'autore il titolo avrebbe dovuto essere Shakespeare, il mestiere del teatro, per assonanza sia con Joyce: Il mestiere dello scrittore — che Giorgio Melchiori pubblica nello stesso anno — sia con quel mestiere/mistero dell'arte a cui allude il titolo del bel saggio su Yeats. Tra il 1982 e il 1983 aveva affidato alla collana di testi a fronte della Biblioteca Mondadori l'edizione della Telemachia — i primi tre episodi di Ulisse — e i primi quattro capitoli di Finnegans Wake. Nel 1984 con la pubblicazione di Joyce in Rome: the Genesis of Ulysses, dà inizio alla collana dei Joyce Studies in Italy, della quale è stato “editor”— diretta oggi dalla sua allieva Franca Ruggieri — e per la quale ha coordinato un gruppo di studiosi joyciani più giovani. E proprio nella collana Joyce Studies in Italy, nel 1995, esce James Joyce's Feast of Languages, che, sull'eco di une citazione da Love's Labour's Lost, raccoglie diversi contributi joyciani scritti nel corso degli anni. Il suo ultimo contributo agli studi joyciani, Joyce Barocco/Baroque Joyce — che ha inaugurato la nuova collana Piccola Biblioteca Joyciana — sembra proporsi come conclusione ideale, quasi l'ultimo atto che voglia completare un movimento circolare, una chiusura del cerchio, un ritorno alla riflessione de I funamboli, quaranta anni prima.
Nel 2006 esce Foglie per un anno, un “non libro”, in cui ricordi di esperienze personali intrecciandosi ed alternandosi, come la madeleine proustiana danno luogo a rievocazioni della storia e della cultura italiana di un cinquantennio suscitando considerazioni personali sul tempo presente e sul passato in una costruzione narrativa fatta di divagazioni letterarie, filologiche, storiche ed artistiche. Un pastiche, non propriamente un saggio, nemmeno un romanzo o una autobiografia in senso stretto, e tuttavia un libro organico in cui la cultura, l'erudizione e l'eclettismo di Giorgio Melchiori si manifestano con una voce più propriamente personale, ma non per questo meno incisiva.
Nell'ambito della critica letteraria britannica, la fama di Giorgio Melchiori è legata soprattutto alla sua opera di filologo curatore di diversi plays elisabettiani. Le edizioni critiche di due testi controversi come The Insatiate Countess, di John Marston e altri (1984), e del dramma Sir Thomas More, di Anthony Munday e altri (1990), edizione curata in collaborazione con l'amico e collega Vittorio Gabrieli, sono oggi considerate le edizioni definitive dei rispettivi drammi. Si aggiunga l'edizione critica del King Edward III di Shakespeare (1998), che, assieme a quella appena citata di Sir Thomas More fa di Giorgio Melchiori uno dei più grandi esperti mondiali nel campo degli “apocrifi shakespeariani” (nel caso di Edward III la sua curatela è riuscita a far riclassificare il dramma nel canone shakespeariano). Ha curato l'edizione critica di The Second Part of Henry the IV per la serie New Cambridge Shakespeare (1989) e di The Merry Wives of Windsor per la collana Arden Shakespeare (2000). Accanto alle curatele è da citare il volume Shakespeare's Garter Plays: Edward III to Merry Wives of Windsor (Delaware 1994): è uno studio — apparso soltanto in inglese — su un gruppo di drammi storici legati in parte alla figura di Falstaff, e, per certi versi, si avvale di un lavoro affine a quello propriamente filologico intrapreso con le edizioni critiche. La considerazione di cui gode come filologo shakespeariano, porta l'editore Mondadori ad affidargli la curatela dei nove volumi delle opere complete di Shakespeare per la collana “I Meridiani” (1976-1991).
Gli ultimi contributi shakespeariani di Melchiori sono apparsi nelle due iniziative editoriali curate da Agostino Lombardo ed ora dirette rispettivamente da Rosa Maria Colombo e da Nadia Fusini — Memoria di Shakespeare e Piccola Biblioteca Shakespeariana. Con "The Music of Words. From Madrigal to Drama and Beyond: Shakespeare Foreshadowing an Operatic Technique" (2008), e con il precedente, Shakespeare all'opera. I drammi nella librettistica italiana (2006), Melchiori propone un parallelo tra musica operistica e letteratura elisabettiana, due passioni che ha sempre coltivato dalla giovinezza fino agli ultimi anni.
Instancabile, appassionato e rigoroso nel suo impegno civile e di studioso, è stato per tutta la vita un membro attivo del mondo della critica letteraria internazionale soprattutto shakespeariana e joyceana, collaborando con le istituzioni culturali alla diffusione della letteratura inglese, e in particolare con il British Council, che dopo quella prima borsa di studio ha continuato ad essere un punto di riferimento per la sua vita di critico. Nel corso dei suoi studi ha potuto godere dell'esperienza e dell'amicizia di critici illustri, a cominciare da Sir Herbert Read, quindi William Empson — in occasione della sua traduzione italiana di Seven Types of Ambiguity —, Richard Ellmann e Norman Jeffares con i quali condivide interessi comuni e intrattiene rapporti professionali e di amicizia. A Cambridge conosce e diviene amico di Frank Kermode e di George Steiner. Frequenta studiosi come Stanley Wells, Muriel Bradbrook, Patrick Parrinder e con loro si confronta con metodo su questioni filologiche ed ermeneutiche.
Giorgio Melchiori è stato insignito negli anni di numerose onorificenze nazionali ed internazionali. È stato nominato socio corrispondente dell'Accademia delle Scienze di Torino (1963), Life Member of Clare Hall, Cambridge (1981), Honorary Commander of the British Empire (CBE) (1990), Life Trustee della Shakespeare Birthplace Trust (1991), Fellow della British Academy (FBA) (1991), Socio corrispondente (1991) e poi Socio Nazionale (1993) dell'Accademia Nazionale dei Lincei, Honorary Trustee della International James Joyce Foundation (1994), Honorary Trustee della James Joyce Italian Foundation sin dalla sua fondazione; vincitore del premio Grinzane Cavour per traduttori nel 1986, vincitore della XIV edizione del Premio Pirandello nel 1989/90 per l'edizione di tutto il teatro di Shakespeare per i Meridiani Mondadori, vincitore del Premio annuale di storia letteraria della Fondazione Centro di studi storico-letterari Natalino Sapegno nel 2005.

## Opere

### Monografie
- Michelangelo nel Settecento inglese. Un capitolo di storia del gusto in Inghilterra, Roma, Edizioni di Storia e Letteratura, 1950, ISBN 978-88-849-8617-7.
- The Tightrope Walkers. Studies of Mannerism in Modern English Literature, Londra, Routledge & Kegan Paul, 1956.
  - I funamboli. Il manierismo nella letteratura inglese contemporanea, Prefazione all'edizione italiana, trad. di Ruggero Bianchi, Torino, Einaudi, 1963. 2ª ed. riveduta e ampliata: I funamboli. Il manierismo nella letteratura inglese da Joyce ai giovani arrabbiati, Prefazione alla nuova edizione, Collana PBE n.30, Torino, Einaudi, 1974; ristampa 1989, ISBN 88-06-39412-6. 3ª ed.: Roma, Edizioni di Storia e Letteratura, 2003, ISBN 88-8498-110-7.
- The Whole Mystery of Art. Pattern into Poetry in the Work of W. B. Yeats, Londra, Routledge & Kegan Paul, 1960.
- L'uomo e il potere. Indagine sulle strutture profonde dei «Sonetti» di Shakespeare, Torino, Einaudi, 1973, ISBN 978-88-063-7184-5; III ed. corretta e ampliata, Collana Paperbacks n.42, Einaudi, 1987.
- Shakespeare's Dramatic Meditations: An Experiment in Criticism, Oxford 1976.
- Il gusto di Henry James, con Barbara [Arnett] Melchiori[1], Collana La ricerca critica. Letteratura, Torino, Einaudi, 1974, ISBN 978-88-062-8720-7.
- L'eros in Shakespeare, con Agostino Lombardo e Terry Eagleton, a cura di Alessandro Serpieri e Keir Eilam[2], Pratiche, 1988, ISBN 978-88-738-0108-5.
- Shakespeare: politica e contesto economico, Roma, Bulzoni, 1992, ISBN 978-88-711-9449-3.
- Shakespeare's Garter Plays: Edward III to Merry Wives of Windsor, Delaware 1994.
- Shakespeare. Genesi e struttura delle opere, Roma-Bari, Laterza, 1994.
- Joyce: Il mestiere dello scrittore, Collana PBE, Torino, Einaudi, 1994, ISBN 978-88-061-3334-4.
- Joyce's Feast of Languages (Seven Essays and Ten Notes), Roma, Bulzoni, 1995.
- Verso i funamboli. Le collaborazioni a Lo Spettatore Italiano 1951-1956, 2003.
- Shakespeare all'opera. I drammi nella librettistica italiana, Roma, Bulzoni, 2006, ISBN 978-88-787-0137-3.
- Foglie per un anno, Alessandria, Edizioni dell'Orso, 2007, ISBN 978-88-769-4990-6.
- Barocco Joyce. Baroque Joyce, Roma, Bulzoni, 2007, ISBN 978-88-787-0183-0.
- Joyce e l'eternità. Da Dante a Vico, Torino, Aragno, 2007, ISBN 978-88-841-9314-8.

### Principali curatele ed edizioni critiche
- Poeti metafisici inglesi del Seicento, Milano, Vallardi, 1964.
- James Joyce, Racconti e Romanzi, Milano, 1974.
- James Joyce, Lettere, trad. di Giorgio e Giuliano Melchiori e Renato Oliva, Milano, Mondadori, 1974.
- James Joyce, Epifanie, Rubrica, Milano, 1982.
- John Donne, Anatomia del mondo. Duello della morte, Milano, Mondadori, 1983.
- John Marston et alii, The Insatiate Countess, Manchester, 1984.
- Sir Thomas More: A play by Anthony Munday and Others. Revised by Henry Chettle, Thomas Dekker, Thomas Heywood and William Shakespeare, Manchester 1990. [con Vittorio Gabrieli]
- William Shakespeare, King Edward III, Cambridge, 1998.
- William Shakespeare, Teatro completo, 9 volumi, Milano, Mondadori, 1976-91.
- William Shakespeare, The Second part of Henry the IV, Cambridge, 1989.
- William Shakespeare, The Merry Wives of Windsor, Londra, 2000.